# Tatsuo Fujimoto
Tatsuo Fujimoto (jap. 藤本 達夫 Fujimoto Tatsuo; ur. 29 marca 1940 w prefekturze Hyōgo) – japoński pływak. Srebrny medalista olimpijski z Rzymu.
Specjalizował się w stylu dowolnym. Medal zdobył w 1960 w wyścigu sztafetowym 4 × 200 metrów stylem dowolnym. Na igrzyskach azjatyckich w 1958 zdobył dwa  medale – srebro na dystansie 200 metrów kraulem oraz złoto w sztafecie 4 × 200 metrów stylem dowolnym. W 1964 brał udział w igrzyskach olimpijskich w Tokio.